# Président du Parlement d'Andalousie
Le président du Parlement d'Andalousie est le député chargé d'occuper la présidence du Parlement d'Andalousie. Après le président de la Junte d'Andalousie, il est la deuxième autorité de la communauté autonome.
Le titulaire de ce poste est, depuis le 14 juillet 2022, le conservateur Jesús Aguirre.

## Élection
Il est élu lors de la première séance qui suit la tenue des élections au Parlement (sesión constitutiva), ou lors de la première séance plénière (pleno) qui suit la démission du titulaire.
La majorité absolue des députés élus est requise lors du premier tour. En cas d'échec, un second tour est organisé immédiatement après la proclamation des résultats par le président de séance, où la majorité simple est cette fois suffisante, entre les deux candidats en tête. Si les deux candidats arrivent à égalité, un nouveau vote intervient pour les départager. Si aucun candidat n'est élu au bout d'un quatrième vote, le candidat proposé par le parti le plus voté lors des élections est désigné président. Chaque député est libre d'écrire le nom qu'il souhaite sur son bulletin de vote, même si ceux du groupe majoritaire votent toujours pour un candidat préalablement désigné par leur parti.
Son mandat prend fin en cas de décès, démission, perte de la qualité de député, ou à la suite de la dissolution du Parlement, prélude à la tenue d'élections au Parlement d'Andalousie.

## Fonctions
Il préside les séances plénières, dont il assure l'ouverture, la clôture et la fixation de l'ordre du jour en collaboration avec la conférence des porte-parole. Il préside également les réunions de la conférence des porte-parole et de la députation permanente.
Chargé de diriger les débats et d'en contrôler le bon ordre, lui seul peut donner la parole et la retirer. Il a la faculté de rappeler un député ou l'ensemble de l'assemblée à l'ordre, d'expulser immédiatement, pour une ou deux séances, tout député qui a été rappelé trois fois à l'ordre, qui n'a pas quitté la salle des séances après le prononcé d'expulsion, ou qui a produit un désordre grave du fait de sa conduite.
Il s'assure de la bonne application du règlement, de son interprétation après validation par la conférence des porte-parole, et de la bonne marche des travaux parlementaires.
Après consultation avec les porte-parole des groupes parlementaires, il est chargé de proposer le nom d'un candidat à l'investiture comme président de la Junte d'Andalousie, dans le délai de 15 jours à compter de la constitution du Parlement ou de la démission du titulaire.
En cas de vacance, d'absence ou d'impossibilité, il est remplacé par un vice-président, selon l'ordre d'élection.

## Titulaires
| Législature | Titulaire                | Parti               | Parti | Élection                             | Date de début     | Date de fin       |
| ----------- | ------------------------ | ------------------- | ----- | ------------------------------------ | ----------------- | ----------------- |
| Ire         | Antonio Ojeda Escobar    |                     | PSOE  | 1er tour : 74 voix                   | 21 juin 1982      | 17 juillet 1986   |
| IIe         | Ángel Manuel López López |                     | PSOE  | 1er tour : 87 voix                   | 17 juillet 1986   | 27 septembre 1988 |
| IIe         | José Antonio Marín Rite  |                     | PSOE  | 1er tour : 59 voix                   | 27 septembre 1988 | 16 juillet 1990   |
| IIIe        | José Antonio Marín Rite  | 1er tour : 88 voix  | PSOE  | 16 juillet 1990                      | 5 juillet 1994    |                   |
| IVe         | Diego Valderas           |                     | IU-LV | 1er tour : 64 voix                   | 5 juillet 1994    | 29 mars 1996      |
| Ve          | José Torres Vela         |                     | PSOE  | 1er tour : 95 voix                   | 29 mars 1996      | 6 avril 2000      |
| VIe         | José Torres Vela         | 1er tour : 109 voix | PSOE  | 6 avril 2000                         | 31 mars 2004      |                   |
| VIIe        | Mar Moreno               |                     | PSOE  | 1er tour : 109 voix                  | 31 mars 2004      | 3 avril 2008      |
| VIIIe       | Fuensanta Coves          |                     | PSOE  | 1er tour : 109 voix                  | 3 avril 2008      | 19 avril 2012     |
| IXe         | Manuel Gracia Navarro    |                     | PSOE  | 1er tour : 57 voix                   | 19 avril 2012     | 16 avril 2015     |
| Xe          | Juan Pablo Durán         |                     | PSOE  | 1er tour : 47 voix 2d tour : 47 voix | 16 avril 2015     | 27 décembre 2018  |
| XIe         | Marta Bosquet            |                     | Cs    | 1er tour : 59 voix                   | 27 décembre 2018  | 14 juillet 2022   |
| XIIe        | Jesús Aguirre            |                     | PP    | 1er tour : 58 voix                   | 14 juillet 2022   |                   |